# West African Students’ Union
Die West African Students’ Union (WASU) war eine Verbindung von Studenten aus verschiedenen Ländern Westafrikas, die in Großbritannien studierten.

## Ursprung
Die WASU wurde am 7. August 1925 durch 21 Jurastudenten unter der Führung von Lapido Solanke und Herbert Bankole-Bright in London gegründet. Solanke hatte bereits im Jahr zuvor die Nigerian Progress Union (NPU) für in London lebende Studenten, die aus Nigeria kamen, gegründet. Mit Unterstützung durch Amy Ashwood Garvey hatte die NPU begonnen, sich für die Verbesserung der Situation aller Studenten, die aus Afrika nach London gekommen waren, einzusetzen und gleichzeitig für Veränderungen in den britischen Kolonien in Afrika geworben.
Schon 1923 hatte Solanke gefordert, dass sich die Union of Students of African Descent (USAD), eine christlich-soziale Organisation, die von Studenten aus der Karibik geprägt war, dem National Congress of British West Africa (NCBWA) anschließen solle. 1925 rief Bankole-Bright von der NCBWA dazu auf, dass sich die USAD, die NPU, die African Progress Union und die Gold Coast Students Association in einer gemeinsamen Organisation der westafrikanischen Studenten nach dem Vorbild der indischen Studenten zusammenschließen sollten. Die Studenten folgten diesem Aufruf und gründeten die WASU, deren erster Generalsekretär Solanke wurde. J.B. Danquah wurde ihr Präsident und J. E. Casely Hayford wurde ihr erster offizieller Unterstützer.
Die neue Organisation erhob die Aufhebung von Rassenschranken im Anwaltssystem zu ihrem vorrangigen Ziel, sie unterstützte in ihren Gründungszielen auch politische Forschungen sowie die NCBWA und setzte sich für den Bau eines Studentenwohnheims ein.
Die WASU begann eine Zeitschrift „Wasu“ im März 1926 zu veröffentlichen. Solanke und Julius Ojo-Cole schrieben den Großteil der Artikel dieser als akademischen Zeitschrift gedachten Veröffentlichung, die sowohl in Europa, wie auch in Afrika verbreitet werden sollte.
Das Ziel ein Wohnheim zu gründen, war direkt von der USAD und der NPU übernommen worden. Viele Studenten afrikanischer Herkunft fanden wegen Rassismus keine angemessene Unterkunft in Großbritannien. Die für Afrika zuständige Kolonialverwaltung, das Colonial Office, hatte ein Interesse daran, ein solches Wohnheim einzurichten, aber die WASU wollte es unter ihrer Kontrolle haben. 1929 ging Solanke auf eine Reise, um Spenden zu sammeln in Westafrika. Währenddessen berief das Colonial Office eine geheime Kommission ein, die ein Wohnheim unter seiner Kontrolle ermöglichen sollte und man machte sich auf die Suche nach privaten Geldgebern.
Die WASU wurde auch politisch in Großbritannien tätig. 1929 verhinderte man eine afrikanische Dorfausstellung in Newcastle, da man diese als herabwürdigend betrachtete. Die Kampagne gegen die Ausstellung wurde durch Shapurji Saklatvala, der für die Communist Party of Great Britain (CPGB) im britischen Unterhaus saß, sogar ins Parlament getragen. Während der 1930er entwickelte die WASU verschiedene Verbindungen zu kommunistischen Gruppen wie der League Against Imperialism (LAI) und der Negro Welfare Association. In ihren Bemühungen gegen die Aufhebung von Rassenschranken im Anwaltssystem und im Protest gegen die italienische Invasion in Äthiopien arbeiteten die WASU und die Kommunisten ebenfalls zusammen.
Während seiner Reise durch Afrika gründete Solanke mehr als 20 WASU-Vertretungen in der Goldküsten-Kolonie, Nigeria, Sierra Leone und dem Belgisch Kongo. Die meisten dieser Gruppen bestanden nur für kurze Zeit, aber aus ihnen gingen später die Nigerian Youth Movement und die Gold Coast Youth Conference hervor.

## Die Aktivitäten der 1930er Jahre
Als Solanke 1932 nach Großbritannien zurückkehrte, hatte die Zeitschrift Wasu ihr Erscheinen eingestellt und die Zahl der Mitglieder war unter dem Eindruck von ständigem Streit zwischen Studenten aus Nigeria und denen von der Goldküste gefallen. Solanke hatte jedoch soviel Geld gesammelt, dass im März 1933 ein Wohnheim in Camden mit dem Namen „Africa House“ eröffnet werden konnte. Das Wohnheim bot nicht nur Studenten eine Unterkunft, sondern auch Besuchern aus Westafrika eine Übernachtungsmöglichkeit und es gab dort auch Informationsmaterial über Westafrika. Das Wohnheim konnte die Streitigkeiten innerhalb der WASU nicht beenden und Solanke wurde zudem vorgeworfen, Geld verschwendet zu haben, als er in Afrika war, um das Wohnheim allein kontrollieren zu wollen. Fast alle Mitglieder der GCSA verließen die WASU und selbst das Eingreifen von William Ofori Atta konnte die Streitigkeiten nicht beenden.
Das Colonial Office war weiterhin entschlossen, sein eigenes Wohnheim zu eröffnen, denn dort konnte es die politische Diskussion überwachen und lenken. Die WASU war gegen dieses Wohnheim und gründete ein Komitee, das „Africa House Defence Committee“, für das es die Unterstützung von Reginald Bridgeman von der LAI sowie vom National Council for Civil Liberties mit Paul Robeson, der den Titel „Basale der Union“ erhielt. Das „Aggrey House“-Wohnheim des Colonial Office wurde im Oktober 1934 eröffnet, aber durch einen Boykott, den die WASU anführte, blieb es leer, bis das Colonial Office der WASU anbot, sie offiziell anzuerkennen und finanzielle Unterstützung für das „Africa House“ zusagte. Die WASU war in finanziellen Schwierigkeiten und nahm das Unterstützungsangebot des Colonial Office sowie von anderen Organisationen wie der United African Company (UAC) an.
1937 wandte sich die Gold Coast Farmers Union an Solanke und bat um Unterstützung, um das Kakao-Kartell von Cadbury und der UAC zu brechen. Die Abgeordneten der Labour Partei Reginald Sorensen und Arthur Creech Jones unterstützten die WASU 1938 in ihrer Unterstützungskampagne kleine Farmer an der Goldküste, die die großen Unternehmen boykottierten. Diese Kampagne überzeugte die meisten der GCSA Mitglieder sich wieder der WASU anzuschließen.
Im Juli 1938 eröffnete die WASU mit Unterstützung aus verschiedenen westafrikanischen Staaten und von britischen Unternehmen ein Studentenwohnheim am Camden Square. Dies löste auch die Finanzprobleme der WASU und ermöglichte es ihr, die politische Arbeit zu intensivieren. Die WASU wurde zunehmend als Anti-Kolonial Gruppe wahrgenommen. Die WASU forderte die Selbstverwaltung (Dominionstatus) und das allgemeine Wahlrecht in den westafrikanischen Kolonien. Clement Attlee hielt eine Rede vor der WASU, in der er darlegte, dass die Atlantik-Charta für alle Nationen gelte, womit er die Ansicht der WASU unterstützte. Aber Winston Churchill bestand darauf, dass das Recht auf Selbstbestimmung nur für die europäischen Staaten gelte.

## Die Aktivitäten der 1940er Jahre
Die WASU rief 1942 ein „West African Parliamentary Committee“ ins Leben, dessen Vorsitzender Reginald Sorensen war. Es wurde gefordert, sofort die interne Selbstverwaltung der britischen Kolonien in Westafrika einzuführen und die Unabhängigkeit der Kolonien sollte innerhalb von fünf Jahren nach dem Ende des Krieges erreicht sein. Harold Macmillan kam persönlich ins Africa House, um die Position der britischen Regierung in dieser Frage darzulegen.
Der Einfluss der WASU in Westafrika stieg erneut, als sich sowohl die Nigerian Union of Students, wie auch die Sierra Leone Students’ Union ihr anschlossen. Die WASU vertrat auch die nigerianische Lehrergewerkschaft in Großbritannien. Durch diese Verbindung mit der nigerianischen Gewerkschaftsbewegung wurde die WASU ein wichtiger Unterstützer des Generalstreiks in Nigeria 1945.
Mitte der 1940er Jahre reiste Solanke erneut nach Westafrika, um für finanzielle Unterstützung zu werben, und H. O. Davies wurde amtierender Generalsekretär. Die WASU schloss sich der Weltjugendbewegung an. 1946 wurde eine Konferenz gemeinsam mit dem West African National Secretariat von Kwame Nkrumah abgehalten. Nkrumah wurde der Vizepräsident der WASU und man verabschiedete eine gemeinsame Erklärung zur Unterstützung von Anti-Imperialismus und Sozialismus. 1947 forderte die WASU die sofortige Unabhängigkeit der westafrikanischen Kolonien und kritisierte die Labour-Regierung dafür, dass sie diese nicht umsetzte.

## Die Aktivitäten der 1950er Jahre
Als Solanke Ende der 1940er Jahre aus Westafrika zurückkehrte, hatte er genügend Geld gesammelt, um ein neues Wohnheim am Chelsea Embankment zu eröffnen. Aber Solanke zerstritt sich mit der Führung der WASU mit gegenseitigen Vorwürfen von Verschwendung und legte alle seine Ämter 1949 nieder. Während der Wahlkampagne zur Führung der WASU 1951 trat er mit einer anti-kommunistischen Gruppe auf – er schaffte es aber nicht, die weitgehend kommunistische Führungsgruppe um Joe Appiah und Ade Ademola zu verdrängen. 1952 beschloss die WASU, ihr Wohnheim in Camden zu schließen, doch Solanke übernahm es stattdessen.
Die WASU schloss sich der International Union of Students (IUS) bei ihrer Gründung an und WASU-Mitglieder nahmen regelmäßig an den Weltjugendspielen teil. Zwar trat die National Union of Students of the United Kingdom 1952 aus der IUS aus, die WASU blieb aber weiterhin Mitglied.
1952 begann die WASU die Veröffentlichung des „WASU News Service“, einem ganz offen marxistischen Ersatz für die Zeitschrift „Wasu“. Nach finanziellen Schwierigkeiten schloss die WASU ihr Wohnheim am Chelsea Embankment und eröffnete ein leichter zu finanzierendes Wohnheim am Warrington Crescent 1956. Im gleichen Jahr wurde die WASU grundsätzlich neu organisiert. Die WASU trennte sich von allen Verbindungen zu politischen Organisationen. 1958 schloss sich die WASU dem Committee of African Organisations an und verlor allmählich an Bedeutung. Die WASU blieb bis zum Anfang der 1960er Jahre aktiv.

## Nachfolgeorganisation
Eine neue West African Students Union wurde 2004 in Ghana gegründet. Ihr Ziel ist es, alle Studenten Westafrikas zu vereinigen. Sie sieht sich so als direkter Nachfolger der alten WASU.